# Pic Lassen
Pour les articles homonymes, voir Lassen.
Le pic Lassen, en anglais : Lassen Peak, est un volcan des États-Unis situé dans le Nord de la Californie, à la limite sud de la chaîne des Cascades. Alors considéré comme éteint, il entre en éruption de 1914 à 1917, générant deux puissantes explosions latérales donnant naissance à la Devastated Area, une vallée et une plaine désolées recouvertes par des débris volcaniques. Lieu mythique pour certains Amérindiens, dont il est le centre du monde et le lieu de vie de nombreux esprits, il est inclus dans le parc national volcanique de Lassen.

## Toponymie
Le pic Lassen est nommé en l'honneur de Peter Lassen, forgeron, prospecteur, franc-maçon et rancher dano-américain ayant traversé la région au milieu du XIXe siècle. La montagne est aussi appelée Mount Lassen, Lassen's Peak, Lassen Buttes, Lassen's Butte, Lassens Buttes, Lawson's Peak, Mount Joseph, Mount Saint Joseph, Mount Saint Jose, San Jose, Snow Butte ou encore Snow Mountain.

## Géographie

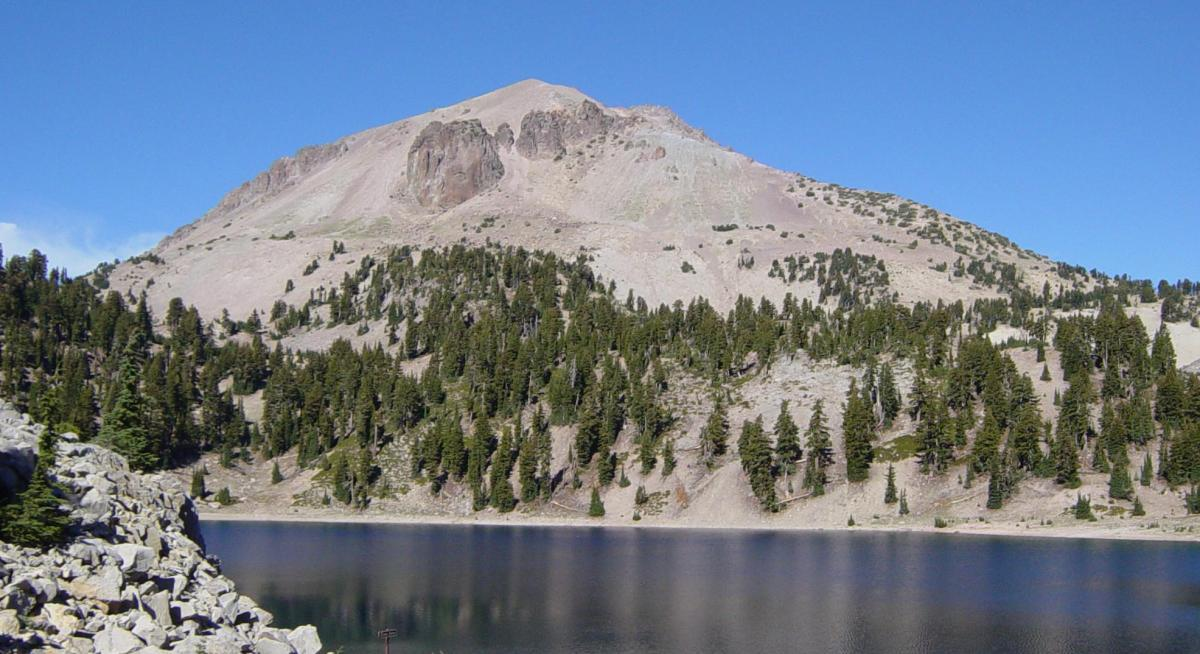
Vue du pic Lassen depuis le lac Helen au sud.

Le pic Lassen est situé dans l'Ouest des États-Unis, dans le comté de Shasta du Nord de la Californie,. Il est l'un des volcans du Sud de l'arc volcanique des Cascades et il fait partie du parc national volcanique de Lassen,. Le pic Lassen est tantôt inclus dans la chaîne des Cascades, dont il constitue le sommet le plus méridional, tantôt dans la Sierra Nevada, dont il est le plus septentrional. Il est entouré par le pic Reading au sud-est, le mont Helen au sud, le mont Diller au sud-ouest, le pic Loomis à l'ouest et le Chaos Crags au nord.
Il s'agit d'un stratovolcan comportant des dômes de lave dacitique culminant à 3 187 mètres d'altitude,,,. Sa proéminence est de 1 584 mètres et le sommet le plus élevé le plus proche, le Shastarama Point qui est une antécime du mont Shasta, est distant de 115 kilomètres en direction du nord-nord-ouest.
De forme conique, le pic Lassen est couronné à son sommet par un cratère en forme de fer à cheval ouvert en direction du nord-est. Il se prolonge par une grande vallée marquée par l'éruption de 1914 à 1917. Au sommet du volcan s'étend un champ de lave et quelques névés parsèment ses pentes,. Sur son flanc ouest s'élèvent des formations rocheuses, restes érodés d'anciennes coulées de lave. À ses pieds se trouvent le cratère Crescent au nord-est, Crescent Cliff à l'ouest, le pic Eagle au sud-ouest et les petits lacs Helen et Emerald au sud. La California State Route 89 franchit un col juste au sud de la montagne et d'où part le sentier gravissant le sommet par sa face sud.

## Histoire

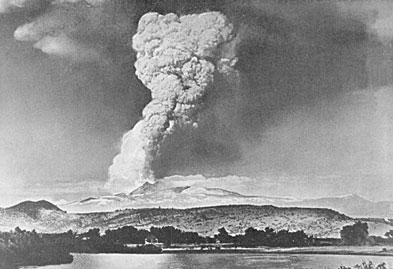
Vue du panache volcanique du pic Lassen le 22 mai 1915.

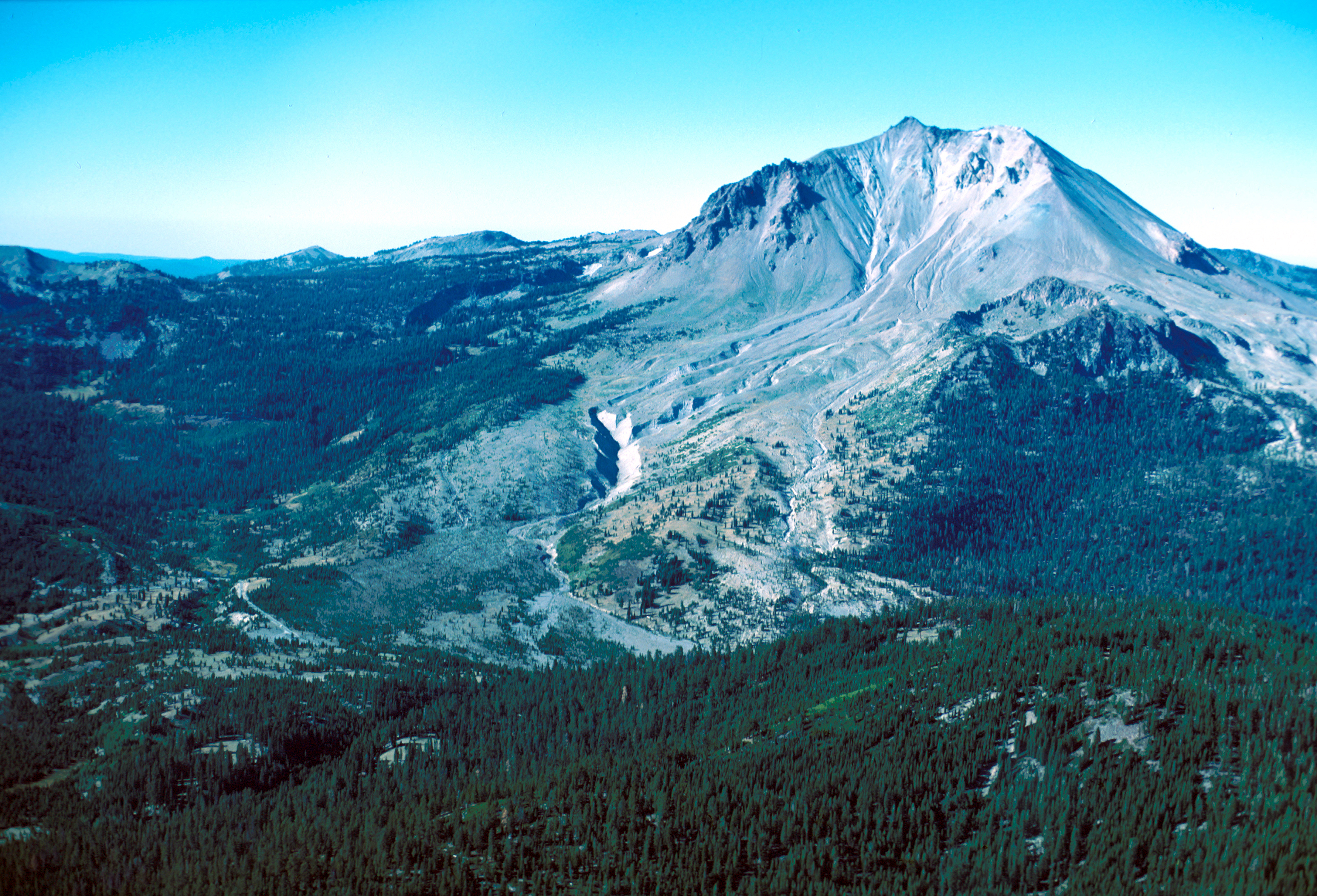
Vue du pic Lassen depuis le nord-est avec la Devastated Area à ses pieds.

Le pic Lassen a commencé à s'édifier il y a 28 000 ans. Sur les derniers 12 000 ans, huit dômes de lave se mettent en place, le dernier il y a environ 350 ans, et sept nuées ardentes sont émises. Une éruption ayant rejeté des téphras se serait produite vers 900.
Sa seule éruption connue s'est produite du 30 mai 1914 au 29 juin 1917. Elle se traduit par des explosions phréatiques suivies par la mise en place d'un petit dôme de lave au sommet du volcan et de la production d'une petite coulée de lave,. Durant trois ans, environ 150 explosions produisent des nuées ardentes et des lahars qui causent des dégâts et des évacuations,. Les plus fortes explosions, d'indice d'explosivité volcanique de 3, se traduisent par deux blasts dirigés sur cinq kilomètres vers le nord-est et qui donnent naissance à la Devastated Area. Avant son éruption, les scientifiques pensaient qu'il était éteint et qu'il s'agissait d'un neck, une ancienne cheminée volcanique. Son éruption fait de lui l'un des deux volcans actifs des États-Unis contigus avec le mont Saint Helens,,. Des fumerolles dans le cratère sommital et un sol chaud sur le flanc nord de la montagne sont les seuls signes d'activité du volcan.
Avant l'arrivée des pionniers en Californie, la région du pic Lassen était occupée par des milliers d'Amérindiens regroupés en quatre tribus principales. Ils vivaient de la pêche, de la chasse et de la cueillette. Dans la tradition orale Yana, le volcan était assimilé à Waganupa, le « centre du monde », dont les neiges créent les canyons et les grottes. Leurs descendants pensent encore que des êtres surnaturels vivent toujours au plus profond de la montagne. Peter Lassen, un immigrant dano-américain, arrive dans la région au début des années 1840. Le volcan porte son nom et en 1916, le président Woodrow Wilson crée le parc national volcanique de Lassen.

## Ascension
La seule voie menant au sommet du pic Lassen débute à 2 580 mètres d'altitude au pied de la montagne, non loin des rives du lac Helen. Le Lassen Peak Trail, d'une longueur de 3,7 kilomètres, gravit la face sud dans des terrains composés de ponce et de cendre volcanique. Il est classé National Recreation Trail depuis 1981.

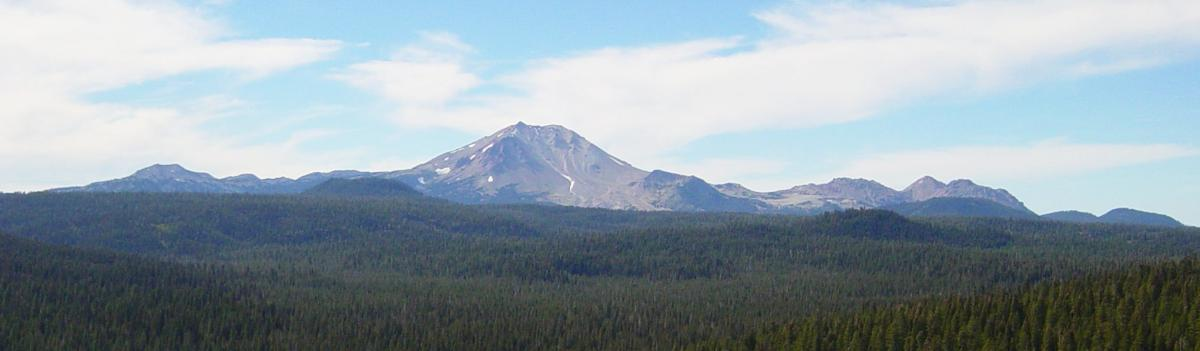
Vue panoramique depuis le nord-est avec le pic Lassen au centre.